# Ossów

Ossów (prononciation : [ˈɔssuf]) est un village polonais de la gmina de Wołomin dans le powiat de Wołomin de la voïvodie de Mazovie dans le centre-est de la Pologne.
Il est situé à environ 6 kilomètres au sud de Wołomin (siège de la gmina) et 18 kilomètres au nord-est de Varsovie (capitale de la Pologne).
Le village possède une population de 929 habitants en 2008.

## Histoire
De 1975 à 1998, le village appartenait administrativement à la voïvodie de Varsovie.